# Юсифджанлы
Юсифджанлы (азерб. Yusifcanlı) — село в Агдамском районе Азербайджана. Расположено на Карабахской равнине, в 12 км к северу от города Агдам.

## История
По состоянию на 1 января 1933 года сёла Юсуфджанлы и Новрузлу образовывали Новрузлинский сельсовет Агдамского района Азербайджанской ССР. В Юсуфджанлы проживало 682 человека (145 хозяйств, 359 мужчин и 323 женщины). Национальный состав всего сельсовета на 100 % состоял из тюрков (азербайджанцев).
С 1994 года и до осени 2020 года, большая часть села контролировалась непризнанной Нагорно-Карабахской Республики и согласно её административно-территориальному делению была включена в Аскеранский район НКР.
После окончания Второй Карабахской войны было подписано Заявление о прекращении огня, по условиям которого 20 ноября 2020 года вся территория Агдамского района была возвращена Азербайджану.

## Население
На начало 1980-х годов в селе проживало 1329 человек. Были развиты виноградарство, шелководство, животноводство.  Имелись школа-восьмилетка, библиотека, медицинский пункт и другие учреждения.